# Censo dos Estados Unidos de 1880
O Censo dos Estados Unidos de 1880, conduzido pelo departamento do censo em junho de 1880, foi o décimo censo dos Estados Unidos. Foi a primeira vez que as mulheres puderam ser enumeradoras. O superintendente do censo foi Francis Amasa Walker.
O censo de 1880 determinou que a população residente dos Estados Unidos era de 50.189.209, um aumento de 30,2% em relação às 39.818.449 pessoas enumeradas durante o censo de 1870.

## População por estado
| Ranking | Estado               | População |
| ------- | -------------------- | --------- |
| 01      | Nova Iorque          | 5,082,871 |
| 02      | Pensilvânia          | 4,282,891 |
| 03      | Ohio                 | 3,198,062 |
| 04      | Illinois             | 3,077,871 |
| 05      | Missouri             | 2,168,380 |
| 06      | Indiana              | 1,978,301 |
| 07      | Massachusetts        | 1,783,085 |
| 08      | Kentucky             | 1,648,690 |
| 09      | Michigan             | 1,636,937 |
| 10      | Iowa                 | 1,624,615 |
| 11      | Texas                | 1,591,749 |
| 12      | Tennessee            | 1,542,359 |
| 13      | Geórgia              | 1,542,180 |
| 14      | Virgínia             | 1,512,565 |
| 15      | Carolina do Norte    | 1,399,750 |
| 16      | Wisconsin            | 1,315,497 |
| 17      | Alabama              | 1,262,505 |
| 18      | Mississippi          | 1,131,597 |
| 19      | Nova Jérsia          | 1,131,116 |
| 20      | Kansas               | 996,096   |
| 21      | Carolina do Sul      | 995,577   |
| 22      | Luisiana             | 939,946   |
| 23      | Maryland             | 934,943   |
| 24      | Califórnia           | 864,694   |
| 25      | Arkansas             | 802,525   |
| 26      | Minnesota            | 780,773   |
| 27      | Maine                | 648,936   |
| 28      | Connecticut          | 622,700   |
| 29      | Virgínia Ocidental   | 618,457   |
| 30      | Nebraska             | 452,402   |
| 31      | Nova Hampshire       | 346,991   |
| 32      | Vermont              | 332,286   |
| 33      | Rhode Island         | 276,531   |
| 34      | Flórida              | 269,493   |
| 35      | Colorado             | 194,327   |
| X       | Distrito de Columbia | 177,624   |
| 36      | Óregon               | 174,768   |
| 37      | Delaware             | 146,608   |
| X       | Utah                 | 143,963   |
| X       | Novo México          | 119,565   |
| X       | Dakota do Sul        | 98,268    |
| X       | Washington           | 75,116    |
| 38      | Nevada               | 62,266    |
| X       | Arizona              | 40,440    |
| X       | Montana              | 39,159    |
| X       | Dakota do Norte      | 36,909    |
| X       | Idaho                | 32,610    |
| X       | Wyoming              | 20,789    |

## População por cidade
| Ranking | Cidade         | Estado               | População | Região       |
| ------- | -------------- | -------------------- | --------- | ------------ |
| 01      | Nova Iorque    | Nova Iorque          | 1,206,299 | Nordeste     |
| 02      | Filadélfia     | Pensilvânia          | 847,170   | Nordeste     |
| 03      | Brooklyn       | Nova Iorque          | 566,663   | Nordeste     |
| 04      | Chicago        | Illinois             | 503,185   | Centro-Oeste |
| 05      | Boston         | Massachusetts        | 362,839   | Nordeste     |
| 06      | St. Louis      | Missouri             | 350,518   | Centro-Oeste |
| 07      | Baltimore      | Maryland             | 332,313   | Sul          |
| 08      | Cincinnati     | Ohio                 | 255,139   | Centro-Oeste |
| 09      | São Francisco  | Califórnia           | 233,959   | Oeste        |
| 10      | Nova Orleães   | Luisiana             | 216,090   | Sul          |
| 11      | Cleveland      | Ohio                 | 160,146   | Centro-Oeste |
| 12      | Pittsburgh     | Pensilvânia          | 156,389   | Nordeste     |
| 13      | Buffalo        | Nova Iorque          | 155,134   | Nordeste     |
| 14      | Washington     | Distrito de Columbia | 147,293   | Sul          |
| 15      | Newark         | Nova Jérsia          | 136,508   | Nordeste     |
| 16      | Louisville     | Kentucky             | 123,758   | Sul          |
| 17      | Jersey City    | Nova Jérsia          | 120,722   | Nordeste     |
| 18      | Detroit        | Michigan             | 116,340   | Centro-Oeste |
| 19      | Milwaukee      | Wisconsin            | 115,587   | Centro-Oeste |
| 20      | Providence     | Rhode Island         | 104,857   | Nordeste     |
| 21      | Albany         | Nova Iorque          | 90,758    | Nordeste     |
| 22      | Rochester      | Nova Iorque          | 89,366    | Nordeste     |
| 23      | Allegheny      | Pensilvânia          | 78,682    | Nordeste     |
| 24      | Indianápolis   | Indiana              | 75,056    | Centro-Oeste |
| 25      | Richmond       | Virgínia             | 63,600    | Sul          |
| 26      | New Haven      | Connecticut          | 62,882    | Nordeste     |
| 27      | Lowell         | Massachusetts        | 59,475    | Nordeste     |
| 28      | Worcester      | Massachusetts        | 58,291    | Nordeste     |
| 29      | Troy           | Nova Iorque          | 56,747    | Nordeste     |
| 30      | Kansas City    | Missouri             | 55,785    | Centro-Oeste |
| 31      | Cambridge      | Massachusetts        | 52,669    | Nordeste     |
| 32      | Syracuse       | Nova Iorque          | 51,792    | Nordeste     |
| 33      | Columbus       | Ohio                 | 51,647    | Centro-Oeste |
| 34      | Paterson       | Nova Jérsia          | 51,031    | Nordeste     |
| 35      | Toledo         | Ohio                 | 50,137    | Centro-Oeste |
| 36      | Charleston     | Carolina do Sul      | 49,984    | Sul          |
| 37      | Fall River     | Massachusetts        | 48,961    | Nordeste     |
| 38      | Minneapolis    | Minnesota            | 46,887    | Centro-Oeste |
| 39      | Scranton       | Pensilvânia          | 45,850    | Nordeste     |
| 40      | Nashville      | Tennessee            | 43,350    | Sul          |
| 41      | Reading        | Pensilvânia          | 43,278    | Nordeste     |
| 42      | Wilmington     | Delaware             | 42,478    | Sul          |
| 43      | Hartford       | Connecticut          | 42,015    | Nordeste     |
| 44      | Camden         | Nova Jérsia          | 41,659    | Nordeste     |
| 45      | Saint Paul     | Minnesota            | 41,473    | Centro-Oeste |
| 46      | Lawrence       | Massachusetts        | 39,151    | Nordeste     |
| 47      | Dayton         | Ohio                 | 38,678    | Centro-Oeste |
| 48      | Lynn           | Massachusetts        | 38,274    | Nordeste     |
| 49      | Atlanta        | Geórgia              | 37,409    | Sul          |
| 50      | Denver         | Colorado             | 35,629    | Oeste        |
| 51      | Oakland        | Califórnia           | 34,555    | Oeste        |
| 52      | Utica          | Nova Iorque          | 33,914    | Nordeste     |
| 53      | Portland       | Maine                | 33,810    | Nordeste     |
| 54      | Memphis        | Tennessee            | 33,592    | Sul          |
| 55      | Springfield    | Massachusetts        | 33,340    | Nordeste     |
| 56      | Manchester     | Nova Hampshire       | 32,630    | Nordeste     |
| 57      | St. Joseph     | Missouri             | 32,431    | Centro-Oeste |
| 58      | Grand Rapids   | Michigan             | 32,016    | Centro-Oeste |
| 59      | Hoboken        | Nova Jérsia          | 30,999    | Nordeste     |
| 60      | Harrisburg     | Pensilvânia          | 30,762    | Nordeste     |
| 61      | Wheeling       | Virgínia Ocidental   | 30,737    | Sul          |
| 62      | Savannah       | Geórgia              | 30,709    | Sul          |
| 63      | Omaha          | Nebraska             | 30,518    | Centro-Oeste |
| 64      | Trenton        | Nova Jérsia          | 29,910    | Nordeste     |
| 65      | Covington      | Kentucky             | 29,720    | Sul          |
| 66      | Evansville     | Indiana              | 29,280    | Centro-Oeste |
| 67      | Peoria         | Illinois             | 29,259    | Centro-Oeste |
| 68      | Mobile         | Alabama              | 29,132    | Sul          |
| 69      | Elizabeth      | Nova Jérsia          | 28,229    | Nordeste     |
| 70      | Erie           | Pensilvânia          | 27,737    | Nordeste     |
| 71      | Bridgeport     | Connecticut          | 27,643    | Nordeste     |
| 72      | Salem          | Massachusetts        | 27,563    | Nordeste     |
| 73      | Quincy         | Illinois             | 27,268    | Centro-Oeste |
| 74      | Fort Wayne     | Indiana              | 26,880    | Centro-Oeste |
| 75      | New Bedford    | Massachusetts        | 26,845    | Nordeste     |
| 76      | Terre Haute    | Indiana              | 26,042    | Centro-Oeste |
| 77      | Lancaster      | Pensilvânia          | 25,769    | Nordeste     |
| 78      | Somerville     | Massachusetts        | 24,933    | Nordeste     |
| 79      | Wilkes-Barre   | Pensilvânia          | 23,339    | Nordeste     |
| 80      | Des Moines     | Iowa                 | 22,408    | Centro-Oeste |
| 81      | Dubuque        | Iowa                 | 22,254    | Centro-Oeste |
| 82      | Galveston      | Texas                | 22,248    | Sul          |
| 83      | Norfolk        | Virgínia             | 21,966    | Sul          |
| 84      | Auburn         | Nova Iorque          | 21,924    | Nordeste     |
| 85      | Holyoke        | Massachusetts        | 21,915    | Nordeste     |
| 86      | Augusta        | Geórgia              | 21,891    | Sul          |
| 87      | Davenport      | Iowa                 | 21,831    | Centro-Oeste |
| 88      | Chelsea        | Massachusetts        | 21,782    | Nordeste     |
| 89      | Petersburg     | Virgínia             | 21,656    | Sul          |
| 90      | Sacramento     | Califórnia           | 21,420    | Oeste        |
| 91      | Taunton        | Massachusetts        | 21,213    | Nordeste     |
| 92      | Oswego         | Nova Iorque          | 21,116    | Nordeste     |
| 93      | Salt Lake City | Utah                 | 21,420    | Oeste        |
| 94      | Springfield    | Ohio                 | 20,730    | Centro-Oeste |
| 95      | Bay City       | Michigan             | 20,693    | Centro-Oeste |
| 96      | San Antonio    | Texas                | 20,550    | Sul          |
| 97      | Elmira         | Nova Iorque          | 20,541    | Nordeste     |
| 98      | Newport        | Kentucky             | 20,433    | Sul          |
| 99      | Poughkeepsie   | Nova Iorque          | 20,207    | Nordeste     |
| 100     | Springfield    | Illinois             | 19,743    | Centro-Oeste |